# 영웅 도시
영웅 도시(러시아어: город-герой, gorod-geroy 고로드게로이[*], 우크라이나어: місто-герой, misto-heroy 미스토헤로이[*], 벨라루스어: горад-герой, horad-heroy 호라드헤로이)는 1941년부터 1945년까지 있었던 독소전쟁(제2차 세계 대전의 동부 전선)에서 독일 국방군의 침공에 크게 저항했던 도시였음을 기념하기 위해 지정한 소련의 명예 칭호를 가리킨다.
소련의 12개 도시가 이러한 칭호를 받았으며 브레스트 요새는 영웅 도시와 동등한 칭호인 영웅 요새 칭호를 받았다. 영웅 도시는 법령에 따라 레닌 훈장과 금성훈장, 소련 최고 회의 간부회가 제작한 영웅적 행위(gramota) 증명서를 받았다. 또한 각 도시의 거리마다 영웅 도시 기념 오벨리스크가 건설되었다.

## 역사
"영웅 도시"라는 용어는 1942년 프라우다 기사에서 처음으로 언급되었다. 최초의 공식적 사용은 1945년 5월 1일 이오시프 스탈린이 "영웅 도시 레닌그라드, 스탈린그라드, 세바스토폴, 그리고 오데사"에서 예포를 쏘라"는 명령 제20호이다.
독소전쟁 발발 20주년인 1961년 6월 22일에는 칙령을 통해 키예프에 "영웅 도시" 칭호를 내렸으며 레닌 훈장을 수여하였다. 또한 키예프 방어전 포장을 수여하였다.
독소전쟁 승전 20주년인 1965년 5월 8일 소련 최고평의회의 칙령을 통해서 "영웅 도시" 칭호가 공식적으로 도입되었다. 그날, 그 이전부터 영웅 도시라 불리던 레닌그라드, 스탈린그라드, 키예프, 세바스토폴, 오데사가 공식적으로 영웅 도시 칭호를 받았다. 또한 모스크바가 영웅 도시 칭호를 받았으며, 브레스트 요새는 영웅 요새 칭호를 받았다.
그 이후 추가적으로 영웅 도시 칭호를 받은 도시는 다음과 같다.
- 1973년 9월 14일: 노보로시스크, 케르치
- 1974년 6월 26일: 민스크
- 1976년 12월 7일: 툴라
- 1985년 5월 6일; 무르만스크, 스몰렌스크

영웅 도시 칭호 수여는 1988년 중단되었다.
2005년 4월 5일 러시아 국가두마는 "군사 영광 도시"(러시아어: Город воинской славы)를 도입하는 법안을 통과시켰다.

## 영웅 도시 칭호를 받은 도시 목록
현재의  러시아
- 상트페테르부르크 (옛 레닌그라드, 1965년 5월 8일)
- 볼고그라드 (옛 스탈린그라드, 1965년 5월 8일)
- 모스크바 (1965년 5월 8일)
- 노보로시스크 (1973년 9월 14일)
- 툴라 (1976년 12월 7일)
- 무르만스크 (1985년 5월 6일)
- 스몰렌스크 (1985년 5월 6일)

현재의  우크라이나
- 오데사 (1965년 5월 8일)
- 키이우 (옛 키예프, 1965년 5월 8일)
- 케르치 (1973년 9월 14일)*
- 세바스토폴 (1965년 5월 8일)*

현재의  벨라루스
- 브레스트 요새 (영웅 요새, 1965년 5월 8일)
- 민스크 (1974년 6월 26일)

(*): 크림반도는 2014년부터 사실상 러시아의 실질적인 지배 상태에 있다.

## 목록 확장 의견
영웅 도시 칭호를 받은 도시 목록을 확장하자는 의견은 주러시아 아제르바이잔 대사 폴라드 뷜뷔오을루가 가장 먼저 꺼냈다. 2015년 2월 인터뷰에서 그는 바쿠가 영웅 도시 칭호를 받는 것이 "굉장히 합당하다"라고 하였으며, "중요한 사회정치적 행위"일 뿐만 아니라 "낮과 밤으로 일하다가 목숨을 잃은 사람들에게 경의를 표하는 것이 될 것"이라고 주장하였다. 역사가 예핌 피보바르(Yefim Pivovar)는 베스트니크 캅카자(Vestnik Kavkaza)와 인터뷰에서 현 러시아 연방이 영웅 도시를 정하는 것이 아닌 독립국가연합 국가들이 두루 주도권을 가지고 바쿠뿐만 아니라 타슈켄트와 같은 도시에도 영웅 도시 칭호를 내려야 한다는 입장을 제시하였다. 2020년 1월 드미트리 사벨리예프는 러시아 국가두마 의원 중 최초로 영웅 도시 확장을 지지하였다.

## 비슷한 칭호

### 러시아
2005년 러시아에는 "군사 영광 도시"(러시아어: Город воинской славы) 칭호가 도입되어 45개 도시가 이 칭호를 받았다. 2020년에는 "노동 용기 도시)" 칭호가 생겼으며, 제2차 세계대전 당시 끊김없던 군사 및 민간 제품 생산을 보여준 20개 도시에게 수여하였다.

### 친러 미승인 국가
조지아에서 분리독립한 압하지야와 남오세티야는 각각 1992년 압하지야 전쟁과 남오세티야 전쟁 당시 조지아군을 격퇴시킨 도시를 영웅 도시로 만들었다. 압하지야에서는 트크바르첼리와 구다우타)가 압하지야 영웅 훈장과 영웅 도시 칭호를 수여받았다. 2009년 11월 23일 남오세티야 대통령 조례를 통해 수도 츠힌발리가 "츠힌발리 전투 당시 시민과 방위군이 보여준 용기, 인내와 영웅적 행위"로 영웅 도시 칭호를 수여받았다.칭호 수여식 조례는 용기와 국가 통합의 날 행사에서 발표되었다.
도네츠크 인민공화국은 2017년 8월 도네츠크시에 영웅 도시 칭호를 수여하였다.

## 사진
1965년 소련이 발행한 영웅 도시 기념 우표

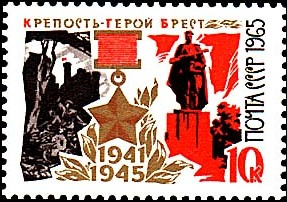
브레스트
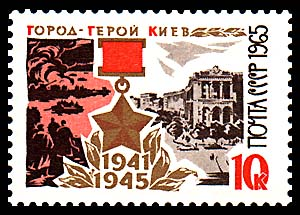
키예프
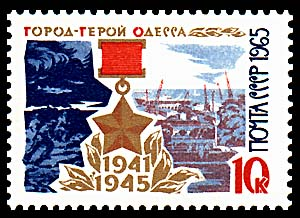
오데사
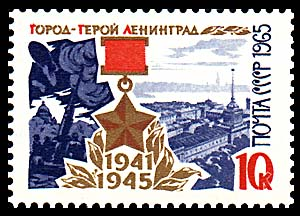
레닌그라드
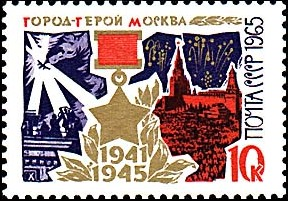
모스크바
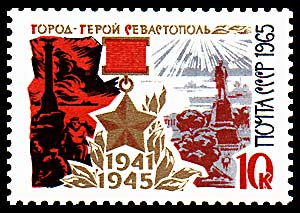
세바스토폴
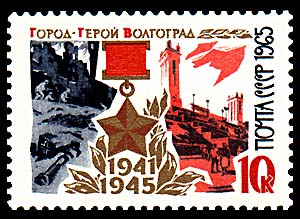
볼고그라드